# Боденвердер
Боденвердер (њем. Bodenwerder) град је у њемачкој савезној држави Доња Саксонија. Једно је од 32 општинска средишта округа Холцминден. Према процјени из 2010. у граду је живјело 5.762 становника. Посједује регионалну шифру (AGS) 3255003.

## Географски и демографски подаци
Боденвердер се налази у савезној држави Доња Саксонија у округу Холцминден. Град се налази на надморској висини од 76 метара. Површина општине износи 28,9 km².

## Становништво
У самом граду је, према процјени из 2010. године, живјело 5.762 становника. Просјечна густина становништва износи 199 становника/km².